# 純愛特攻隊長!
『純愛特攻隊長!』（じゅんあいとっこうたいちょう!）は、清野静流による日本の漫画作品。略称は「純特」（じゅんとく）。『別冊フレンド』（講談社）2005年3月号から2009年8月号まで連載された。単行本全13巻。
続編である『純愛特攻隊長! 本気』（じゅんあいとっこうたいちょう! マジ）は同誌2009年9月号から2011年1月号まで連載された。単行本全4巻。
『純愛特攻隊長!』シリーズの主人公である千笑と平田の娘・美羽を主人公とした『青春乙女番長!』（せいしゅんおとめばんちょう!）が『別冊フレンド』の増刊である『別フレ2012』夏号に読切として掲載され、その後『別冊フレンド』2013年2月号から2014年2月号まで連載された。単行本全3巻。
2009年、サイバーフェイズよりドラマCDが発売された。

## あらすじ
お互いをめちゃめちゃ大好きな最強カップルが織り成す純愛ラブ・ストーリー!!

## 登場人物
※キャストはドラマCD版のもの。

### 主な登場人物
遊佐 千笑（ゆさ ちえみ）
声 - 浅野真澄
本作の主人公。漫画の表紙ではセミロングの黒髪だが、漫画内では茶髪（本気-マジ-からは表紙も茶髪）。
正義感が強く喧嘩も強いため、暴力女と言われている。男相手でも喧嘩に勝つほどの力だが、意外とスタイルが良く、料理も上手かったりと女の子らしい所も持っている。純情で考えるより実行する派なのでいつも大騒ぎになってしまう。テニス部だが空手部が似合うと言われており、真鶴の道場に平田と共に入部することとなる。酒に酔うと余計暴力的になり、毎回平田に向かって嘔吐している。いろいろと間が悪く、ジャマされやすい。授業中に突然告白され、初めは振るが平田の良い所を知ったため付き合うことに。立花編で平田と別れてしまうが、より戻す。2年では平田とクラスが別れてしまう。
POWER!!では平田の発言で存在を語られている。
平田 明史（ひらた あきふみ）
声 - 杉田智和
黒髪でバンダナが特徴。色黒で筋肉質。
「西高の黒鬼」と評判の学校一の問題児と噂されている。しかし、本当はまっすぐで優しい性格。喧嘩は強いが、自分からは売らない（たまにあるが）。殴られた千笑を好きになり、授業中に告白し、初めは振られるが後にカップルとなる。（最恐カップルと言われている）酒に酔うと誰でも弟に見えてしまう。実は目が悪く、眼鏡を持っているが似合わないと思っているため普段はかけない。千笑と同じくらい間が悪く、ジャマされやすい。立花編で千笑と別れてしまうが、より戻す。留年の心配があったが、無事2年に進級。1年の時は千笑と同じクラスだったが、2年では違うクラス。
本はPOWER!!に登場したキャラで27歳位の設定であった。企画段階では広田のような性格だった。
小牧 由香里（こまき ゆかり）
声 - 鹿野優以
千笑の友人。前髪パッツンの黒髪。美人だが、サバサバした性格で女を捨てた発言を連発する。鋭い発言をするしっかり者。千笑と平田のことをバカップルだと思っている。お金にガメツく、梅海苔巻きが好物。1年の文化祭ではシンデレラの役をやっていた。恋愛には食いつくタイプに思われるが、実は純粋で素直になれずツンデレ発言もある。3巻から大野のことが好きになり、5巻で千笑と平田に知られてしまう。6巻で告白するが、花火(?)（どちらかと言うと爆発音）の音に吹き消され不発。1年の時は千笑と同じクラスだったが、2年では平田と同じクラス。
大野 蓮児（おおの れんじ）
声 - 立花慎之介
明史の友人。ツンツンに立てた金髪に複数のピアスが特徴。母親がアイルランド出身のハーフであり、灰グリーン色の目をしている。クールな性格でからかわれることが嫌いで、キレると女でも殴るらしい。銀粘土でアクセサリーやピアスを作るのが趣味でバイトで働いている。広田と同じくグレイト・ユサのファンで、タバコを吸っている。中学の時では髪型が全く違う。恋愛は面倒くさいと思っており、由香里の想いに気づいていなかったが、13巻にて気づく。本人曰く「彼女は作らない主義」らしいが、付き合わない訳では無いらしい。1、2年千笑と同じクラス。
星井 真樹（ほしい まき）
声 - 相沢舞
千笑の友人。ふわふわの髪の毛にくりっとした目が特徴。可愛い系で不思議っ子。女子3人の中ではまとも。千笑と平田のカップルをサポートしている。酔うととにかく笑う。可愛いらしいものが好きで千笑の従兄弟の瑞希と気が合う。千笑、由香里同様、真鶴の髪で遊んでいる。1年の時は千笑と同じクラスだったが、2年では平田と同じクラス。
広田 智巳（ひろた ともみ）
声 - 中尾良平
明史の友人。リーゼントが特徴。お調子者で変態発言をよく言う。平田が千笑のどこを好きになったか今でも疑問に思っている。激辛コーンスープが好物で、クロスワードパズルが趣味。酔っても性格の変化はあまり無い。グレイト・ユサの大ファンでフィギュアも持っているほど。女好きだが、実はナンパは苦手。千笑によく殴られる。明緒や真鶴に興味を持っていて、男と知っていながらも真鶴の笑顔にトキめいている。1、2年千笑と同じクラス。
CDドラマでは原作以上に下ネタを飛ばしている。
御巫 真鶴（みかなぎ まつる）
2年から千笑と同じクラスになる。水色の髪でロングヘア。かなりの美貌で、礼儀正しい。意外にも武道の達人であり、武道の道場の子。道場の人数を増やすため平田を道場にスカウトしているつもりだったが、千笑に平田のことが好きだと勘違いされたことも。しかし本当は男であり、女子の制服を着ているが、家が貧乏なため着ているだけであり体は完全に男である。（本人曰く、「女装ではなく物心ついた時からこの姿」）同性愛でもない。一人称は「真鶴」（時々「僕」）。千笑を知っていく内にほのかに好きになって行き、13巻にて平田に知られてしまうが

### 西高生徒・教師
立花 優弥（たちばな ゆうや）
1年F組。金髪が特徴の殺人的美少年。カップルを別れさせることが趣味の一つで千笑と平田をターゲットに選ぶ。最初は千笑を賭けの対象として見ていたが、段々千笑に惹かれていく。
宮沢 繁（みやざわ しげる）
立花の親友で幼馴染。赤メッシュの黒髪。大人しく、家が貧乏なため小学校の時はいじめられていたが、いつも立花が救っていた。昔から絵を描くことが好きでかなりの腕前。現在は美術部である。名字は10巻の過去の話のときにノートにかかれていた。
伊波 葵（いなみ あおい）
『本気』から登場。2年から千笑と同じクラスになる。姫カットが特徴のコギャル。騒がしくサバサバしているが、フレンドリーな性格。千笑と近くの席になったことで友人となる。真鶴とは1年の時も同じクラスで、千笑同様からかうことが多い。面食いだが、「まーくん」というあだ名の個性的な彼氏がおり、美意識が矛盾している。
由比 翔（ゆい かける）
『本気』から登場。2年から千笑と同じクラスになる。超美少年で成績も常にトップ。葵曰く「地上の天使」。風景を見ることが好きらしい。普段はのほほんとした性格で、千笑と近くの席になったことで知り合うが、なぜか裏では自分自身や命を軽んじている不思議な男子。
中川 有美加（なかがわ ゆみか）
声 - 庄司宇芽香
1、2年の千笑の担任の教師。教師として不適な発言が多い。

### 遊佐家
遊佐 法男（ゆさ のりお）
声 - 藤原啓治
千笑の父親。元「グレイト・ユサ」というプロレス界では有名なレスラー。千笑とよくケンカをするが、本当は千笑のことを大切に思っている。プロレス界での生活を綴った「父の武勇伝」という小説を山のように書いている為、話が長くなり、迷惑がられている。ダミーケースで精力材やエロビデオなどを隠すため、千笑は被害にあった。千笑が平田と付き合っていることを嫌がっているが、後に「父の武勇伝」を平田に話す。（千笑の母曰く、父の武勇伝を話す相手は　本当に気に入った人のみらしい。）
遊佐 美沙子（ゆさ みさこ）
声 - 丸山ゆう
千笑の母親。平田との仲を応援している。千笑の父親・法男とは今でもラブラブだが、迷惑している面もある。
遊佐 智哉（ゆさ ともや）
声 - 庄司宇芽香
千笑の弟で中学生。千笑とよく喧嘩をするが、何だかんだで平田との仲を応援している。
香島 瑞希（かしま みずき）
声 - 粕谷雄太
千笑の従兄弟で西高校に転校して来る。千笑の従兄弟とは思えないほど可愛らしい。後姿がもやしに似ていることから、平田と大野からは「もやし」と呼ばれている。「アキフミ」という名前の平田に似た犬を飼っている。千笑の父親の「父の武勇伝」を喜んで聞くのは彼だけである。よく不良に絡まれやすく、小さい時から千笑に守られていた。しかし、平田から厳しさを教えられ。千笑から卒業したものの、平田を好きになり、それ以来避けられている。2年からは千笑と同じクラスになる。

### 平田家
平田 春親（ひらた はるちか）
声 - 丸山ゆう
漫画内では「ハルチカ」。明史の弟で、平田に似て色黒。赤ん坊の時明緒と面識があり、まだ明緒のことを覚えていた。カレーが好物で、特に千笑の作るカレーが好き。

### その他
倉森 明緒（くらもり あきお）
小学校の時の平田のクラスメイト。ショートカットで緑色の髪。
何かと平田と一緒になることが多く、仲が良かったため平田のことが好きだった女子から嫌がらせを受けていた。小学校の時からずっと平田のことが好きだった。明るく活発な性格だが腹黒く、千笑と衝突した。

## 書誌情報
- 清野静流 『純愛特攻隊長!』 講談社〈講談社コミックス別冊フレンド〉、全13巻
  1. 2005年5月13日初版発行（同日発売[1]）、ISBN 978-4-06-341428-8
  2. 2005年9月13日初版発行（同日発売[2]）、ISBN 978-4-06-341442-4
  3. 2005年12月13日初版発行（同日発売[3]）、ISBN 978-4-06-341459-2
  4. 2006年5月12日初版発行（同日発売[4]）、ISBN 978-4-06-341469-1
  5. 2006年10月13日初版発行（同日発売[5]）、ISBN 978-4-06-341490-5
  6. 2007年2月13日初版発行（同日発売[6]）、ISBN 978-4-06-341510-0
  7. 2007年6月13日初版発行（同日発売[7]）、ISBN 978-4-06-341527-8
  8. 2007年10月12日初版発行（同日発売[8]）、ISBN 978-4-06-341547-6
  9. 2008年3月13日初版発行（同日発売[9]）、ISBN 978-4-06-341568-1
  10. 2008年7月11日初版発行（同日発売[10]）、ISBN 978-4-06-341586-5
  11. 2008年11月13日初版発行（同日発売[11]）、ISBN 978-4-06-341598-8
  12. 2009年4月13日初版発行（同日発売[12]）、ISBN 978-4-06-341619-0
  13. 2009年8月10日初版発行（同日発売[13]）、ISBN 978-4-06-341634-3
- 清野静流 『純愛特攻隊長!本気』 講談社〈講談社コミックス別冊フレンド〉、全4巻
  1. 2010年1月13日初版発行（同日発売[14]）、ISBN 978-4-06-341664-0
  2. 2010年5月13日初版発行（同日発売[15]）、ISBN 978-4-06-341684-8
  3. 2010年10月13日初版発行（同日発売[16]）、ISBN 978-4-06-341710-4
  4. 2011年2月10日初版発行（同日発売[17]）、ISBN 978-4-06-341730-2
- 清野静流 『青春乙女番長!』 講談社〈講談社コミックス別冊フレンド〉、全3巻
  1. 2013年6月13日初版発行（同日発売[18]）、ISBN 978-4-06-341864-4
  2. 2013年10月11日初版発行（同日発売[19]）、ISBN 978-4-06-341882-8
  3. 2014年3月13日初版発行（同日発売[20]）、ISBN 978-4-06-341908-5

## CDドラマ
- 純愛特攻隊長!1（2009年5月25日発売、CPCD-2004）
- 純愛特攻隊長!2（2009年10月25日発売、CPCD-2008）

### キャスト
- フランソワ：宮坂俊蔵
- 牧田：宮崎寛務
- いじめっ子：河本啓佑
- 警察官1：遠藤大輔
- 警察官2：松尾大亮
- 林：楠見藍子